# Julio Gómez Rendón
Julio Gómez Rendón   (28 d'octubre de 1954) és un exfutbolista guatemalenc de la dècada de 1970.
Fou internacional amb la selecció de Guatemala, amb la qual participà en els Jocs Olímpics de 1976. Pel que fa a clubs, destacà a Aurora i Municipal.